# Roggwil
Roggwil é uma comuna da Suíça, no Cantão Turgóvia, com cerca de 2.693 habitantes. Estende-se por uma área de 12,04 km², de densidade populacional de 224 hab/km². Confina com as seguintes comunas: Arbon, Berg (SG), Egnach, Häggenschwil (SG), Wittenbach (SG).
A língua oficial nesta comuna é o Alemão.